# غلستان (مزرباط)
غلستان هي بلدة في مقاطعة مزرباط في ولاية صرخنداريا في أوزبكستان.